# Krešimir Račić
Krešimir (Krešo) Račić (Karlovac, 15. kolovoza 1932. − Zagreb, 19. lipnja 1994.), hrvatski atletičar, bacač kladiva.
Osvajač je zlatnog odličja na Mediteranskim igrama u Beirutu 1959. godine i bronce na Univerzijadi 1959. u Torinu.
Sudionik Olimpijskih igara 1956. u Melbourneu, gdje je bio 6. u završnici i OI 1960. u Rimu, gdje je ispao u izlučnom dijelu natjecanja. Na europskom prvenstvu 1954. u Bernu bio je 18. u finalu, a na europskom prvenstvu 1958. u Stockholmu bio je 10. u finalu.
Dio je velike skupine Hrvata odnosno športaša iz Hrvatske koji su športsku karijeru poslije drugog svjetskog rata nastavili u Srbiji, u Beogradu. Po sovjetskom uzoru, atletičari su u vojnom ili milicijskom klubu iz glavnog grada imali neusporedivo bolje uvjete. Tako je u Partizanu bilo takvih uvjeta i brojni su športaši iz Hrvatske završili u Beogradu. Tako se našao u društvu Ivana Gubijana, Andrije Ottenheimera, Nede Farčića, Drage Štritofa, Petra Šegedina, Borisa Brnada, Franje Mihalića, Zdravka Ceraja, Zvonimira Sabolovića, Ivice Karasija (svi u Partizanu) te Diane Sakač Ištvanović, Dane Korice i Dunje Jutronić (Crvena zvezda).

## Nagrade i priznanja
- 1956.: Športaš godine u Hrvatskoj u izboru lista Sportskih novostiju